# Paul Gerson Unna
Paul Gerson Unna (ur. 8 września 1850 w Hamburgu, zm. 29 stycznia 1929 tamże) – niemiecki lekarz dermatolog.

## Życiorys
Paul Unna urodził się w Hamburgu jako syn lekarza Moritza Adolpha Unny. Studiował medycynę na Uniwersytecie w Heidelbergu, przerwał je z powodu wojny francusko-pruskiej w której brał udział i został poważnie ranny. W 1871 ukończył studia w Heidelbergu, po czym kontynuował je w Lipsku i ostatecznie doktoryzował się u Waldeyera w Strasburgu. Jego dysertacja doktorska z 1876 roku dotyczyła rozwoju naskórka; wprowadzała wiele nowych teorii i wzbudziła silne kontrowersje. Unna kontynuował naukę dermatologii w Wiedniu, gdzie współpracował m.in. z Hebrą, Kaposim i Auspitzem.
Po powrocie do Hamburga praktykował przez pewien czas z ojcem, potem w Szpitalu św. Grzegorza. W 1881 roku w Hamburgu otworzył praktykę dermatologiczną, a w 1884 roku prywatną klinikę chorób skóry Dermatologikum w Hamburgu-Eimsbüttel. W tym samym roku opublikował monografię Histopathologie der Hautkrankheiten, w której opisał wszystkie znane wówczas choroby skóry i podał nowe sposoby leczenia niektórych z nich. W 1886 roku zaproponował stosowanie ichtiolu i rezorcynolu w niektórych schorzeniach dermatologicznych. Badał procesy chemiczne zachodzące w skórze i jako pierwszy opisał w niej warstwę ziarnistą. W 1907 roku został profesorem, w 1908 roku ordynatorem w szpitalu Eppendorf. Od 1918 roku wykładał jako profesor na Uniwersytecie w Hamburgu, piastując jako pierwszy w historii uczelni katedrę dermatologii. W 1927 roku opisał łojotok, chorobę skóry, znaną później jako choroba Unny. Innym stosowanym do dziś eponimem jest tzw. łyżeczka Unny.
Wynikiem współpracy Paula Unny z farmaceutą Oskarem Troplowitzem było wprowadzenie na rynek w 1911 przez firmę Beiersdorf & Co kremu Nivea.

## Wybrane prace
- Kuno Fischer und das Gewissen. Zeitschrift für Völkerpsychologie und Sprachwissenschaft 9, 1875
- Anatomie der Haut. W: Ziemssen’s Handbuch 14, 1882
- Entwicklungsgeschichte und Anatomie. W: Hugo Wilhelm von Ziemssen: Handbuch der speciellen Pathologie und Therapie, Bd 14. Leipzig, 1883.
- Eine neue Form medicamentosa Einverleibung. Fortschritte der Medizin 2: 507-509, 1884
- Die Entwicklung der Bakterienfärbung. Eine historisch-kritische Uebersicht. Centralblatt fur Bakteriologie und Parasitenkunde 3, 1888.
- Drei Favusarten. Monatshefte für praktische Dermatologie 14: 1-16, 1892
- Die Histopathologie der Hautkrankheiten. Berlin: A. Hirschwald, 1894.
- Allgemeine Therapie der Hautkrankheiten. Wien, 1899
- Dermatologische Studien.
- Internationaler Atlas seltener Hautkrankheiten.
- Histologischer Atlas zur Pathologie der Haut. Hamburg-Leipzig, 1897-1910.
- Die Diagnose und Behandlung der Hautkrankheiten durch den praktischen Arzt. Deutsche Klinik 10, 2, 1905.
- Ekzem. W: Handbuch der Hautkrankheiten, Bd 2. Wien, 1905.
- Histotechnik der leprösen Haut. Hamburg-Leipzig, 1910.
- Die Bedeutung des sauerstoffs in der Färberei. Dermatologische Studien, H. 20; Leipzig-Hamburg, 1912.
- Biochemie der Haut. W: Handbuch der Biochemie. Jena, 1913.
- Kriegsaphorismen eines Dermatologen. Berlin, 1916
- Das seborrhoische Ekzem. W: Handbuch der Hautkrankheiten, Bd. 1. Berlin, 1929.
- P. G. Unnas Färbemethoden. W: Handbuch der Hautkrankheiten, Bd. 6. Berlin, 1927.
- Histochemie der Haut. Leipzig-Wien: Franz Deuticke, 1928